# Chilips
Chilips is een geslacht van vlinders van de familie bladrollers (Tortricidae).

## Soorten
- C. atalodes (Meyrick, 1917)
- C. claduncus Razowski, 1988